# Dendrobangia
Dendrobangia là một chi thực vật có hoa trong họ Cardiopteridaceae.

## Loài
Chi Dendrobangia gồm các loài: